# Astronomie extraatmosferică
Cerecetările efectuate cu ajutorul tehnicii cosmice le revine un loc deosebit în metodele de studiere a corpurilor cerești și a mediului cosmic. Bazele acestor cercetări au fost puse prin lansarea cu succes a primului din lume satelit artificial al Pământului în 1957. 
Prin dezvoltarea sa vertiginoasă, cosmonautica a făcut posibilă: 
- 1) crearea sateliților artificiali extraatmosferici ai Pământului;
- 2) crearea sateliților artificiali ai Lunii și planetelor;
- 3) lansarea și coborîrea pe suprafața Lunii și planetelor a unor aparate dirijate de pe Pământ;
- 4) crearea unor aparate automate dirijate de pe Pământ, care se pot deplasa pe suprafața Lunii și expediază pe Pământ mostre de sol lunar și rezultate ale diferitor măsurări;
- 5) lansarea în cosmos a laboratoarelor cu persoane și debarcarea oamenilor pe Lună.

Aparatele cosmice au permis extinderea cercetărilor în toate gamele de lungimi de undă ale radiațiilor electromagnetice. Din această cauză astronomia contemporană este deseori numită astronomie pe toate lungimile de undă. Observațiile extraatmosferice efectuate cu aparate permit recepționarea în cosmos a radiațiilor care sunt absorbite sau puternic modificate de atmosfera terestră: raze ultraviolete, razele Röntgen și infraroșii, radițiile radio de anumite lungimi de undă ce nu ajung la suprafața Pământului, precum și radiațiile corpusculare emise de Soare și de alte corpuri. Cercetarea acestor tipuri de radiații emise de stele și nebuloase, de mediul interplanetar și interstelar, pînă odinioară inaccesibile observațiilor, a contribuit la îmbogățirea substanțială a cunoștințelor noastre privind procesele fizice care se desfășoară în Univers. În special, au fost descoperite surse de radiație Röntgen necunoscute mai înainte.
Multe date cu privire la natura celor mai îndepărtate corpuri cerești și sisteme ale acestora de asemenea au fost obținute datorită cercetărilor efectuate cu ajutorul instrumentelor instalate pe diverse aparate cosmice.
Rezultatele cercetărilor astrofizice din ultimele decenii ne demonstrează că în lumea ce ne înconjoară se produc schimbări considerabile, care se referă nu numai la unele obiecte izolate, ci și la întregul Univers.